# Gonomyia novocaledoniae
Gonomyia novocaledoniae är en tvåvingeart som beskrevs av Alexander 1945. Gonomyia novocaledoniae ingår i släktet Gonomyia och familjen småharkrankar. Inga underarter finns listade i Catalogue of Life.